# Heilsgewissheit
Heilsgewissheit bezeichnet im protestantischen Christentum die Gewissheit des Glaubenden, vor dem Jüngsten Gericht von Gott, dem Richter, freigesprochen zu werden. Diese Gewissheit gründet sich darauf, dass Jesus Christus in seinem Kreuzestod stellvertretend die Schuld der ganzen Welt getragen hat und dem, der sich auf ihn verlässt, die von ihm geschaffene Vergebung zueignet:
„Also hat Gott die Welt geliebt, dass er seinen eingeborenen Sohn gab, auf dass alle, die an ihn glauben, nicht verloren werden, sondern das ewige Leben haben“ (Joh 3,16 ).
Diese Heilsgewissheit wird entweder als „Unverlierbarkeit des Heils“ („Beharren in der Gnade“) verstanden oder als ein aktueller Zustand des Gerettetseins, der zukünftige negative – von Gott gegebenenfalls respektierte – Entscheidungen des Menschen nicht ausschließt.

## Grundlage der Heilsgewissheit
In der reformatorischen Theologie wird Heilsgewissheit (certitudo) von Heilssicherheit (securitas) unterschieden. Securitas bezeichnet eine nicht von Gott kommende Verblendung, die den Menschen in einer falschen Gewissheit wiegt mit der Folge, dass sich der betreffende Mensch selbstsicher zurücklehnt, weil er meint, so wie er sei, könne er vor Gott bestehen. Die Certitudo gilt dagegen als von Gottes Heiligem Geist aufgrund des Evangeliums von Jesus Christus gewirkt (Römer 8 16). Sie hebt die Anfechtung, die der Gedanke an das Jüngste Gericht hervorruft, nicht auf, wirkt ihr aber entgegen und rettet aus der Verzweiflung.

## Geschichte
Heilsgewissheit ist ein spezifisch protestantischer Begriff, da andere Konfessionen und Religionen in der Regel davon ausgehen, der Mensch könne durch gute Werke selbst zu seiner Erlösung beitragen. Da die eigenen Werke aber ein steter Unsicherheitsfaktor bleiben, kann daraus keine absolute Heilsgewissheit entstehen. Demgegenüber betont vor allem das Luthertum, „dass der Mensch gerecht wird ohne des Gesetzes Werke, allein durch den Glauben“ (Röm 3,28 ). Gute Werke seien Frucht und Folge des Glaubens an Jesus Christus, könnten aber die „Gerechtigkeit“, also den Freispruch vor dem Gericht Gottes, nicht bewirken.
In der Kirchengeschichte haben sich besonders Paulus, Augustinus und Martin Luther mit dem Thema der Heilsgewissheit beschäftigt (siehe auch Evangelium (Glaube), Taufe und Abendmahl bzw. Eucharistie).
Die katholische Gnadenlehre misst der individuellen Heilsgewissheit geringere Bedeutung bei und vollzieht die Unterscheidung von securitas und certitudo nicht mit. Sie weist auf jene Christus- und Apostelworte hin, die das Endgericht nach den Werken verkünden, und sieht darin das unentbehrliche Korrektiv zu einem rein innerpsychischen Glaubensbegriff.

## Calvinismus und Arminianismus
Der Lehre Calvins vom „Beharren in der Gnade“ setzten sein Schüler Arminius und insbesondere dessen Nachfolger die Lehre entgegen, ein Gläubiger könne sein Heil auch verlieren. Arminianer begründen ihre Auffassung vor allem mit Bibelstellen wie Hebr 6,4–8  oder Hebr 10,26–31 . Von Vertretern der „Unverlierbarkeit des Heils“ werden diese Stellen anders ausgelegt.
Die calvinistische Position zusammengefasst:
- Alle, die gläubig geworden sind, können ihr Heil nicht verlieren.
- Alle, die gläubig geworden sind, werden durch die Gnade Gottes bis zur letzten Stunde in einem Leben der guten Werke beharren.
- Dieses Beharren ist ein Werk Gottes, mit dem der Gläubige kooperiert.
- Wenn ein Gläubiger in Sünde fällt, wird das nur für eine bestimmte Zeit sein, und er wird daraufhin immer Buße tun.[3]

Die arminianische Position zusammengefasst:
- Jeder Gläubige kann sein Heil verlieren.
- Gläubige, die nicht in einem Leben der guten Werke beharren, gehen verloren.
- Jeder Gläubige hat die Pflicht, heilig zu leben – das zu tun, steht jedoch in seiner eigenen Entscheidung und Verantwortung.
- Wenn ein Gläubiger in Sünde fällt, ist es seine Verantwortung, noch zu Lebzeiten Buße zu tun.

## Theologische Begründung der Heilsgewissheit
Die theologische Begründung der Heilsgewissheit ist, dass der Glaube selbst Gottes Werk im Menschen ist, nämlich das Erfülltsein vom Heiligen Geist, und keine wie auch immer geartete Leistung des Menschen. Der Glaube richtet sich auf das Wort Gottes, wie es durch Jesus Christus ursprünglich verkündet wurde und durch die Kirche weitergegeben werden sollte. In diesem Wort sagt Gott dem Menschen etwas zu, was man nicht mit der bloßen Vernunft erkennen kann, nämlich Gottes Gegenwart und unbedingte Liebe. An Jesus als den Sohn Gottes glauben bedeutet, dass man aufgrund seines Wortes gewiss sein kann, in die ewige Liebe von Gott zu Gott, in die Liebe des Vaters zum Sohn, die als der Heilige Geist selber Gott ist, aufgenommen zu sein (= Bedeutung der Dreifaltigkeit Gottes). Nur in dieser Weise ist Gemeinschaft mit Gott (= Heil) möglich, und gegen sie kommt keine Macht der Welt an. Denn Gottes Liebe zum Menschen hat nicht ihr Maß am Menschen oder an irgendetwas Geschaffenem, sondern am Sohn. Deshalb kann man sich im Glauben ganz darauf verlassen, mit einer Gewissheit, die alles andere übertrifft. Dieses Verständnis liegt auch der Rechtfertigungslehre zugrunde, wonach man nur durch den Glauben an das Wort Gottes und im Heiligen Geist, also durch Gnade, Gemeinschaft mit Gott haben kann, weil keine geschaffenen Qualität dazu ausreicht, und gilt konfessionsübergreifend für alle Christen.